# アース・アワー

植物園クリチバ （クリチバ市、パラナ州、ブラジル）、2010年3月27日.

アース・アワー（Earth Hour）は、世界自然保護基金による国際的なキャンペーンであり、3月の最終土曜日に1時間（20:30〜21:30）電気を使わないイベントである。2007年にWWFのオーストラリア支部とシドニー・モーニング・ヘラルドにより行われたが、2008年から国際的にこのイベントが行われている。
世界中の人々が、同じ日・同じ時刻に電気を消すなどのアクションを通じて、地球温暖化を止めたい！という思いを示すイベント。

### 2008年

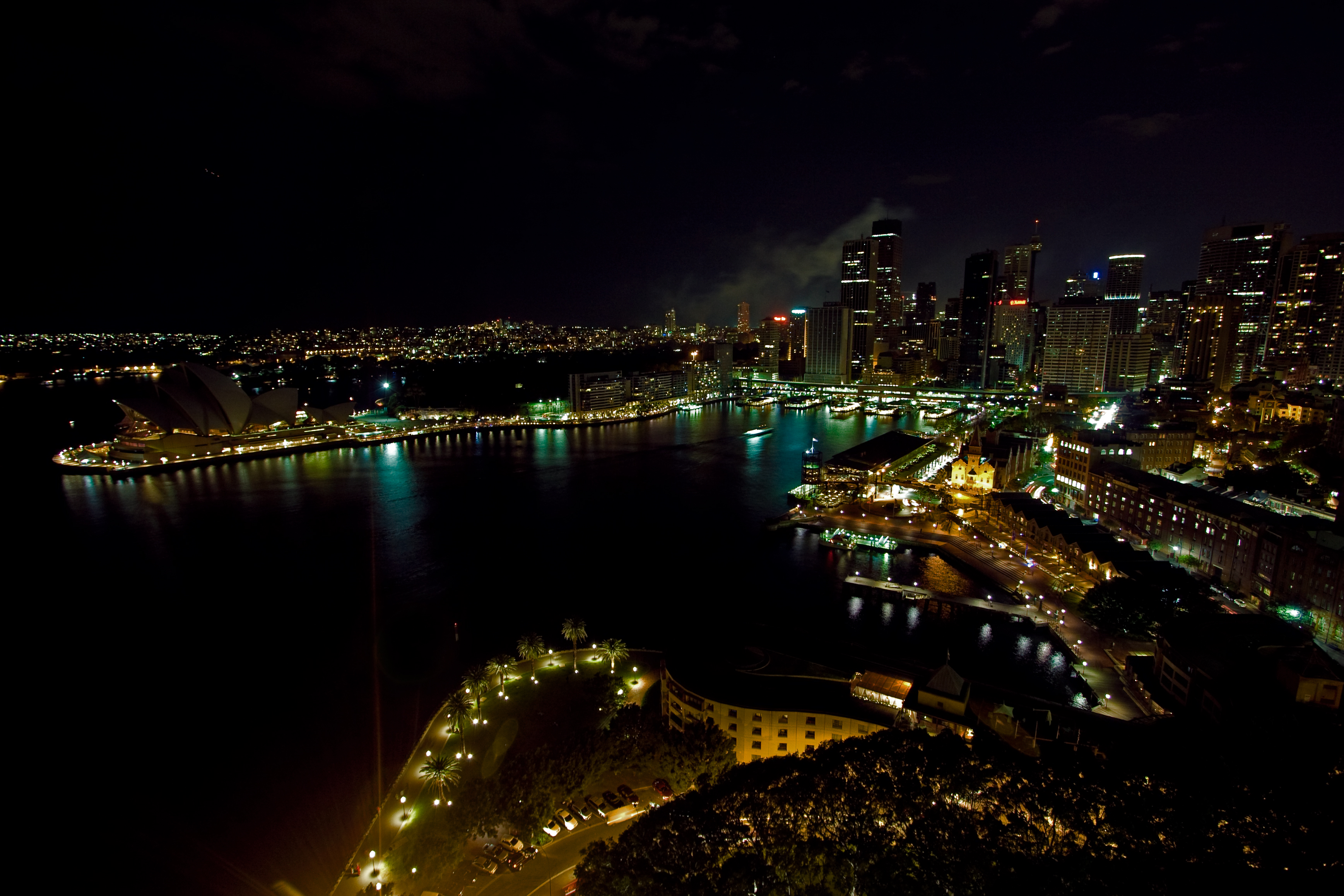
Overview of Sydney during Earth Hour 2008

## 歴史

### 2011年
インドではアース・アワーが2011年3月26日の20:30から21:30にかけて開催され、デリー市長のシーラ・デキシットと、アース・アワー2011大使でありボリウッド女優のヴィディヤー・バーランにより開始された。WWF Internationalの長官ジム・リープも出席していた。
参加する７つの大陸全てが明かりを消した。アゼルバイジャンでは乙女の塔が暗くなった。
アース・アワーの参加者であるフィリピンでは偶然電力の供給が中断し、マニラ首都圏とその近くの地方は暗くなった。それでも電力が溜まってからも、主要な建物、商業地、マニラ首都圏と多くの地方の居住地は明かりを消すのを続けた。フィリピンでアース・アワーが開催されている間、ABS-CBNとCartoon Networkは一時間放送を中止した。
ベトナムでは30の地方と都市がアース・アワーに参加し、大きなイベントがニャチャンで開催された。しかしベトナムの電力供給は400000kWtに減少し、これは前年度の5分の1以下である。ベトナムは5億VNDの節約を成し遂げた。
YouTubeはロゴを変更してアース・アワーを推進し、各動画のタイトル近くにはスイッチを取り付け、ユーザーは背景を白から黒に変えることが出来る。
伝統的に消極的に参加している地区の一つがアルバータ州である。2008年、カルガリーの電力消費はアース・アワーの間上昇した。2011年、エドモントンの電力消費もまた上昇しこの傾向は続くこととなった。カルガリーの電力消費は2011年のイベントの間は減少したものの、電力当局は通常の消費と意識的な試みとの違いを見つけられなかった。

### 2012年
2月、"I Will If You Will"を掲げた2012年度のキャンペーンが始まり、FacebookやTwitter、Google+や電子メールを通じて、"アワー"を越えての活動をしていくとの意思を公に世界中の人間に対して約束をした。YouTubeにIWIYWはアース・アワーのデジタルコミュニティーに対し全ての世界中の人々に持続的な活動をするように、そして彼らの環境への取り組みをソーシャルネットワークに対し広めることを促すべきだと言った。
執行委員で設立者のアンディ・リドレイは、「アース・アワーの挑戦はもはや人とをつなぐものではなく、つなぐ理由を提供することである。いずれの活動の変化は、問題を人々に気付かせるために必要なステップであるというシンポジウムから始まった。アース・アワーはもう始まりは過ぎ去り、多くの人間が毎年３月に電気を消している。私たちはアワーを超えて取り組むべきステージにいるのだ」
またシドニーからシンガポールに本部が移された時に、アース・アワーの方向性の変化が明らかになった。イベントは2012年2月20日に、シンガポールの経済開発庁により支援がされたION Orchardで開催された。
近年YouTubeはロゴを変え、ビデオタイトルの近くに電気スイッチを加えたため、ユーザーは背景を白から黒に変えられるようになった。

### 2013年
アース・アワー2013は2013年3月30日土曜日に開催される予定である。